# TFF 2. Lig 2010/11
Die TFF 2. Lig 2010/11 war die 40. Spielzeit der dritthöchsten türkischen Spielklasse im professionellen Männer-Fußball. Sie wurde am 29. August 2010 mit dem 1. Spieltag der Qualifikationsrunde begonnen und am 22. Mai 2011 mit dem Playoff-Finale abgeschlossen.

## Austragungsmodus
In der Saison 2010/11 wurde die TFF 2. Lig im Gegensatz zur Vorsaison nicht in einer viergleisigen und dreietappigen Liga durchgeführt, sondern wurde in eine zweigleisige und einetappige Liga überführt. Ferner wurde die Gesamtmannschaftszahl von 45 auf 36 gesenkt. Diese 36 Mannschaft spielten in zwei Gruppen mit jeweils 18 Mannschaften um den Aufstieg in die TFF 1. Lig bzw. gegen den Abstieg in die TFF 3. Lig. Die Einteilung der Liga wurde nicht regionalspezifisch durchgeführt. Alle Erstplatzierten stiegen direkt in die 2. Lig A Kategorisi auf, während die drei letztplatzierten Teams aller Gruppen abstiegen. Die Einteilung der Mannschaften in die jeweiligen Gruppen wurde per Auslosung bestimmt. Die Tabellenersten beider Gruppen stiegen direkt in die höhere TFF 1. Lig auf. Die Mannschaften auf den Plätzen zwei bis fünf beider Gruppen nahmen an den Play-offs teil, wo der dritte Aufsteiger per K.-o.-System bestimmt wurde. Die Play-offs wurden in einer für alle teilnehmenden Mannschaften neutralen Stadt ausgetragen und fingen mit den Viertelfinalbegegnungen an. Dabei trat der Tabellenzweite der einen Gruppe gegen den Tabellenfünften der anderen Gruppe und der Tabellendritte der einen Gruppe gegen den Tabellenvierten der anderen Gruppe an. Jede K.-o.-Runde wurde mit einer Begegnung gespielt. Die Mannschaften auf den Plätzen fünfzehn bis achtzehn stiegen in die TFF 3. Lig ab.
Zu Saisonbeginn waren zu den von der vorherigen Saison verbleibenden 30 Mannschaften die drei Absteiger aus der TFF 1. Lig Hacettepe SK, Dardanelspor, Kocaelispor, die drei Neulinge Bandırmaspor, Balıkesirspor, Yeni Malatyaspor hinzugekommen. Die Neulinge waren aus der TFF 3. Lig aufgestiegen.
Göztepe Izmir erreichte die Meisterschaft der Gruppe Weiß und stieg damit nach achtjähriger Abstinenz in die TFF 1. Lig auf. Elazığspor erreichte die Meisterschaft der Gruppe Rot und stieg nach vier Jahren wieder in die TFF 1. Lig auf. Die Play-offs wurden als neutrale Stadt in Antalya durchgeführt und unter den acht Mannschaften Bandırmaspor, Bugsaşspor, Beypazarı Şekerspor, Yeni Malatyaspor, Konya Şekerspor, Eyüpspor, Sakaryaspor und Adana Demirspor gespielt. Im Play-off-Finale setzte sich Sakaryaspor mit 5:1 gegen Bandırmaspor durch und erzielte damit den ersten Aufstieg der Vereinsgeschichte in die zweithöchsten türkischen Spielklasse. Als Absteiger standen zum Saisonende Akçaabat Sebatspor, Hacettepe SK, Gebzespor (Gruppe Weiß) und Tarsus İdman Yurdu, Belediye Vanspor, Dardanelspor (Gruppe Rot) fest.
Zum Saisonstart änderten mehrere Teams ihre Namen. So nannte sich Etimesgut Şekerspor in Beypazarı Şekerspor, Körfez Belediyespor in Körfezspor und der Zweitverein Trabzonspors Trabzon Karadenizspor in 1461 Trabzon um.
Kocaelispor wurden zum Saisonende wegen diverser Regelwidrigkeiten sechs Punkte abgezogen.

## Gruppe Weiß (Beyaz Grup)

### Abschlusstabelle
| Pl. | Verein               | Sp. | S  | U  | N  | Tore    | Diff. | Punkte |
| --- | -------------------- | --- | -- | -- | -- | ------- | ----- | ------ |
| 1.  | Göztepe Izmir        | 34  | 22 | 8  | 4  | 070:270 | +43   | 74     |
| 2.  | Bandırmaspor (N)     | 34  | 20 | 7  | 7  | 059:280 | +31   | 67     |
| 3.  | Bugsaşspor           | 34  | 19 | 9  | 6  | 052:270 | +25   | 66     |
| 4.  | Beypazarı Şekerspor  | 34  | 15 | 15 | 4  | 045:280 | +17   | 60     |
| 5.  | Yeni Malatyaspor (N) | 34  | 17 | 7  | 10 | 036:330 | +3    | 58     |
| 6.  | Çorumspor            | 34  | 16 | 7  | 11 | 043:350 | +8    | 55     |
| 7.  | İskenderun DÇ        | 34  | 16 | 6  | 12 | 057:340 | +23   | 54     |
| 8.  | Turgutluspor         | 34  | 15 | 8  | 11 | 045:420 | +3    | 53     |
| 9.  | Bozüyükspor          | 34  | 14 | 9  | 11 | 044:420 | +2    | 51     |
| 10. | Körfezspor           | 34  | 11 | 9  | 14 | 036:380 | −2    | 42     |
| 11. | Çankırı Belediyespor | 34  | 10 | 8  | 16 | 043:530 | −10   | 38     |
| 12. | Sarıyer SK           | 34  | 9  | 11 | 14 | 032:410 | −9    | 38     |
| 13. | Mardinspor           | 34  | 8  | 12 | 14 | 023:340 | −11   | 36     |
| 14. | Alanyaspor           | 34  | 9  | 8  | 17 | 035:540 | −19   | 35     |
| 15. | Adıyamanspor         | 34  | 8  | 10 | 16 | 031:420 | −11   | 34     |
| 16. | Akçaabat Sebatspor   | 34  | 8  | 10 | 16 | 032:530 | −21   | 34     |
| 17. | Hacettepe SK (A)     | 34  | 8  | 8  | 18 | 041:590 | −18   | 32     |
| 18. | Gebzespor            | 34  | 1  | 8  | 25 | 026:800 | −54   | 11     |

Platzierungskriterien: 1. Punkte – 2. Direkter Vergleich (Punkte, Tordifferenz, geschossene Tore) – 3. Tordifferenz – 4. geschossene Tore

| (A) | Absteiger aus der 1. Lig 2009/10         |
| (N) | Neuaufsteiger aus der TFF 3. Lig 2009/10 |

## Gruppe Rot (Kırmızı Grup)

### Abschlusstabelle
| Pl. | Verein             | Sp. | S  | U  | N  | Tore    | Diff. | Punkte |
| --- | ------------------ | --- | -- | -- | -- | ------- | ----- | ------ |
| 1.  | Elazığspor         | 34  | 20 | 11 | 3  | 055:240 | +31   | 71     |
| 2.  | Konya Şekerspor    | 34  | 21 | 4  | 9  | 064:360 | +28   | 67     |
| 3.  | Eyüpspor           | 34  | 16 | 8  | 10 | 039:330 | +6    | 56     |
| 4.  | Sakaryaspor        | 34  | 16 | 6  | 12 | 040:370 | +3    | 54     |
| 5.  | Adana Demirspor    | 34  | 13 | 11 | 10 | 036:340 | +2    | 50     |
| 6.  | Fethiyespor        | 34  | 12 | 10 | 12 | 043:380 | +5    | 46     |
| 7.  | Tokatspor          | 34  | 9  | 17 | 8  | 038:330 | +5    | 44     |
| 8.  | Şanlıurfaspor      | 34  | 10 | 13 | 11 | 033:330 | ±0    | 43     |
| 9.  | Pendikspor         | 34  | 11 | 10 | 13 | 040:480 | −8    | 43     |
| 10. | Balıkesirspor (N)  | 34  | 11 | 10 | 13 | 048:500 | −2    | 43     |
| 11. | Pursaklarspor      | 34  | 9  | 13 | 12 | 028:380 | −10   | 40     |
| 12. | Kocaelispor (A) 1  | 34  | 10 | 15 | 9  | 039:410 | −2    | 39     |
| 13. | Ofspor             | 34  | 10 | 9  | 15 | 039:440 | −5    | 39     |
| 14. | 1461 Trabzon       | 34  | 9  | 12 | 13 | 041:510 | −10   | 39     |
| 15. | Türk Telekomspor   | 34  | 8  | 14 | 12 | 034:400 | −6    | 38     |
| 16. | Tarsus İdman Yurdu | 34  | 11 | 5  | 18 | 040:490 | −9    | 38     |
| 17. | Belediye Vanspor   | 34  | 8  | 11 | 15 | 032:460 | −14   | 35     |
| 18. | Dardanelspor (A)   | 34  | 7  | 11 | 16 | 030:440 | −14   | 32     |

Platzierungskriterien: 1. Punkte – 2. Direkter Vergleich (Punkte, Tordifferenz, geschossene Tore) – 3. Tordifferenz – 4. geschossene Tore

| (A) | Absteiger aus der 1. Lig 2009/10         |
| (N) | Neuaufsteiger aus der TFF 3. Lig 2009/10 |

## Play-offs
Viertelfinale
| Datum                     |                  | Ergebnis              |                     | Stadion        |
| ------------------------- | ---------------- | --------------------- | ------------------- | -------------- |
| 15. Mai 2011 um 16:00 Uhr | Yeni Malatyaspor | 1:1 n. V. (1:3 i. E.) | Adana Demirspor     | Mardan-Stadion |
| 15. Mai 2011 um 19:30 Uhr | Bandırmaspor     | 1:0                   | Beypazarı Şekerspor | Mardan-Stadion |
| 16. Mai 2011 um 16:00 Uhr | Sakaryaspor      | 3:1                   | Konya Şekerspor     | Mardan-Stadion |
| 16. Mai 2011 um 19:30 Uhr | Eyüpspor         | 0:5                   | Bugsaşspor          | Mardan-Stadion |

Halbfinale
| Datum                     |                 | Ergebnis              |              | Stadion        |
| ------------------------- | --------------- | --------------------- | ------------ | -------------- |
| 18. Mai 2011 um 19:00 Uhr | Adana Demirspor | 1:3                   | Bandırmaspor | Mardan-Stadion |
| 19. Mai 2011 um 19:00 Uhr | Sakaryaspor     | 1:1 n. V. (5:4 i. E.) | Bugsaşspor   | Mardan-Stadion |

Finale
| Bandırmaspor                                          | Bandırmaspor | Sakaryaspor | Sakaryaspor |
| ----------------------------------------------------- | --- | --- | ----------- |
| Bandırmaspor                                          | \| Play-off-Finale \| \| 22. Mai 2011 um 18:00 Uhr in Antalya (Mardan-Stadion) \| \| Ergebnis: 1:5 (1:3) \| \| Schiedsrichter: Bülent Yıldırım \| \| Spielbericht \|                                                                                              | \| Play-off-Finale \| \| 22. Mai 2011 um 18:00 Uhr in Antalya (Mardan-Stadion) \| \| Ergebnis: 1:5 (1:3) \| \| Schiedsrichter: Bülent Yıldırım \| \| Spielbericht \|                                                                                         | Sakaryaspor |
| Bandırmaspor                                          | Ergin Altay – Rıza Efendioğlu, Galip Güzel, Mustafa Şen – Ali Serin, Halil Çelik (46. Serkan İşyapan), Koray Öztürk, Mustafa Emre Horoslu – Enver Işık (76. Emrah Ekmekci), Orhan Ovacıklı, Muharrem Ozan Cengiz (64. Fatih Koyugölge) Cheftrainer: Serhat Güller | Harun Avgın – Berat Çetinkaya, Gökhan Kök, Zafer Aydoğdu – Mesut Morgül (86. Metekan Yılmaz), Yunus Akman, Yasin Görkem Arslan, İlkay Demir – Şaban Özel, Levent Demiray (52. Gazanfer Aydın), Muharrem Efe (76. Selim Çatalbaş) Cheftrainer: Şaban Yıldırım | Sakaryaspor |
| Bandırmaspor                                          | 1:3 Enver Işık (44.) | 0:1 Levent Demiray (7.) 0:2 Mesut Morgül (10.) 0:3 Mesut Morgül (35.) 1:4 İlkay Demir (75.) 1:5 İlkay Demir (75.) | Sakaryaspor |
| Bandırmaspor                                          | Mustafa Şen (22.), Ergin Altay (46.), Galip Güzel (46.) | Yasin Görkem Arslan (41.), Mesut Morgül (59.), Metekan Yılmaz (89.) | Sakaryaspor |
| Bandırmaspor                                          | Sakaryaspor ist durch diesen Sieg in die TFF 1. Lig aufgestiegen. | | Sakaryaspor |
| Play-off-Finale                                       | | |             |
| 22. Mai 2011 um 18:00 Uhr in Antalya (Mardan-Stadion) | | |             |
| Ergebnis: 1:5 (1:3)                                   | | |             |
| Schiedsrichter: Bülent Yıldırım                       | | |             |
| Spielbericht                                          | | |             |